# Hepatica glaucescens
Hepatica glaucescens là một loài bướm đêm trong họ Noctuidae.